# 台中市立豊原商業高校
台中市立豊原商業高校（Taichung Municipal Feng Yuan Commercial High School）は、台湾台中市豊原区にあるの高級中学。略称、豊原商業高校。

## 沿革
- 1935年、開校。
- 1935年4月26日、「私立豊原商業補習校」が設立され、「豊原公学校」から借用した。
- 1939年4月、豊原信用組合と豊原郡役所が学校を引き継ぎ、「私立豊原商業専門学校」と改称し、豊原キリスト教会で授業が行われるようになった。
- 1946年5月、台中県庁に引き継がれ、「台中県豊原中学商業専門学校」と改称されました。
- 1960年9月、夜間の個別指導塾を開設。
- 1970年には、商業部を廃止し、総合商業部、経理統計部、事務部の3部を設置した。
- 1987年には、一般事業部を業務部に、会計統計部を会計業務部に改称し、国際貿易部、データ処理部を追加した。
- 1998年、総合学科体育の授業が再スタートした。
- 2003年に「事務系コース」を廃止し、「応用外国語コース」の「英語部門」に変更した。
- 2006年には、経営管理、国際貿易、情報処理の各セクションに1クラスずつ追加されました。
- 2017年1月、台中市政府との提携により「台中市立豊原商業高等学校」に校名を変更しました。
- 2017年2月、校名を「進学部」に変更しました。
- 2019年8月、「外国語部門」の新シラバスに伴い、英語部門の名称を「応用英語」に変更しました。